# Історія Ірландії

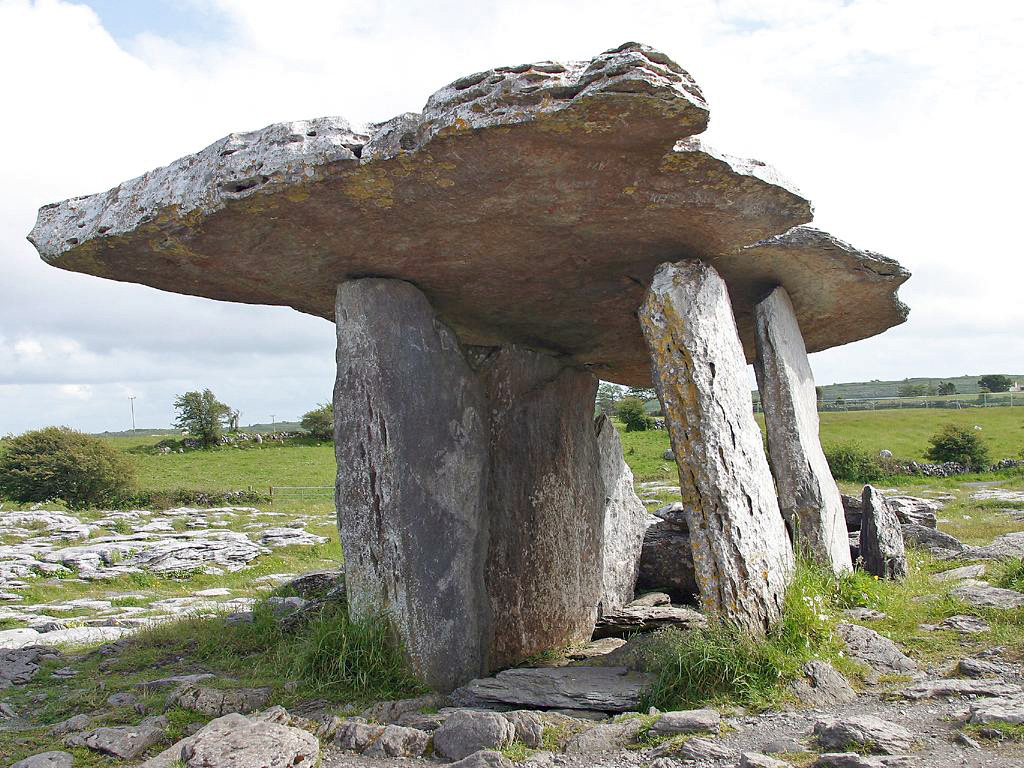
Дольмен Пулнаброне, що в Ірландії

## Давня доба
Територія Ірландії у льодовиковий період була майже повністю вкрита льодовиком і складала частину континенту Європи, внаслідок того, що рівень світового океану був нижчий від теперішнього на 120 м. Після танення льодовика і підвищення рівня світового океану Ірландія стала островом. Після відступу останнього льодовика почалось утворення покладів торфу (льодовик залишав після себе озера, рослинність цих озер з часом гинула, старі озера перетворювались в болота і торфовища). Колись площа торфовищ становила понад 300 тисяч гектарів (для Ірландії, яка не володіє запасами вугілля, торф мав величезне значення; століттями там вирізали куби торфу і використовували його як паливо).
Під час розробки торфовищ виявилось, що вони мають й історичну значущість. В торфовищах було знайдено добре збережені людські останки віком близько 9 тисяч років, що дає підстави свідчити, що заселення Ірландії почалось ще після відступу останнього льодовика. Для перших поселенців став вирішальним фактор близькості до Британії, які 9 тисяч років тому перепливли вузький канал між Шотландією й Ольстером. Найперші сліди життя можна побачити в Ольстері, в долині річки Бойн. Вона була заселена в глибокій давнині — 8000 — 6500 років до н. е. племенами мисливців, які від палеоліту перейшли до мезоліту. Це були рибалки та мисливці, які переселилися в Ірландію з територій нинішньої Шотландії та Уельсу. Приблизно близько 5000 року до нової ери племена мисливців Ірландії переходять до неоліту — з'являється скотарство і землеробство, а потім і до енеоліту (мідно-кам'яної доби). Можливо, це стало наслідком міграції якихось землеробських племен неіндоєвропейського походження з материка.

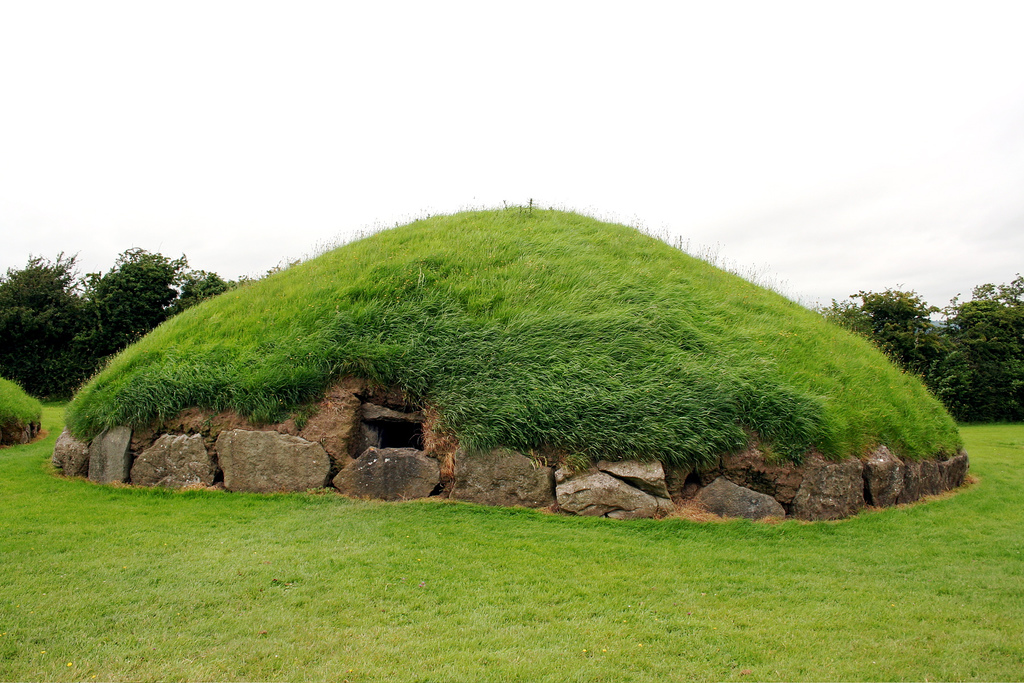
Курган-пагорб — Наут

У 5000 — 3000 роках до нової ери археологи фіксують існування на території Ірландії якихось загадкових землеробсько-скотарських племен — творців погано вивченої культури (її представники залишили по собі мало артефактів), що будували велетенські поховальні кургани (наприклад комплекс Ньюгрейндж, Даут, Наут та комплекси в долині річки Бойн, мегалітичні споруди — менгіри, дольмени, кромлехи — незрозумілого призначення (можливо, ритуального, чи як припускають деякі науковці, споруд що відігравали роль кам'яних календарів та давніх астрономічних обсерваторій). Приблизно в 3100 — 3000 роках землеробство занепало, що, можливо, було пов'язане зі зміною клімату на острові й в Європі загалом. Більшої важливості набуло скотарство.

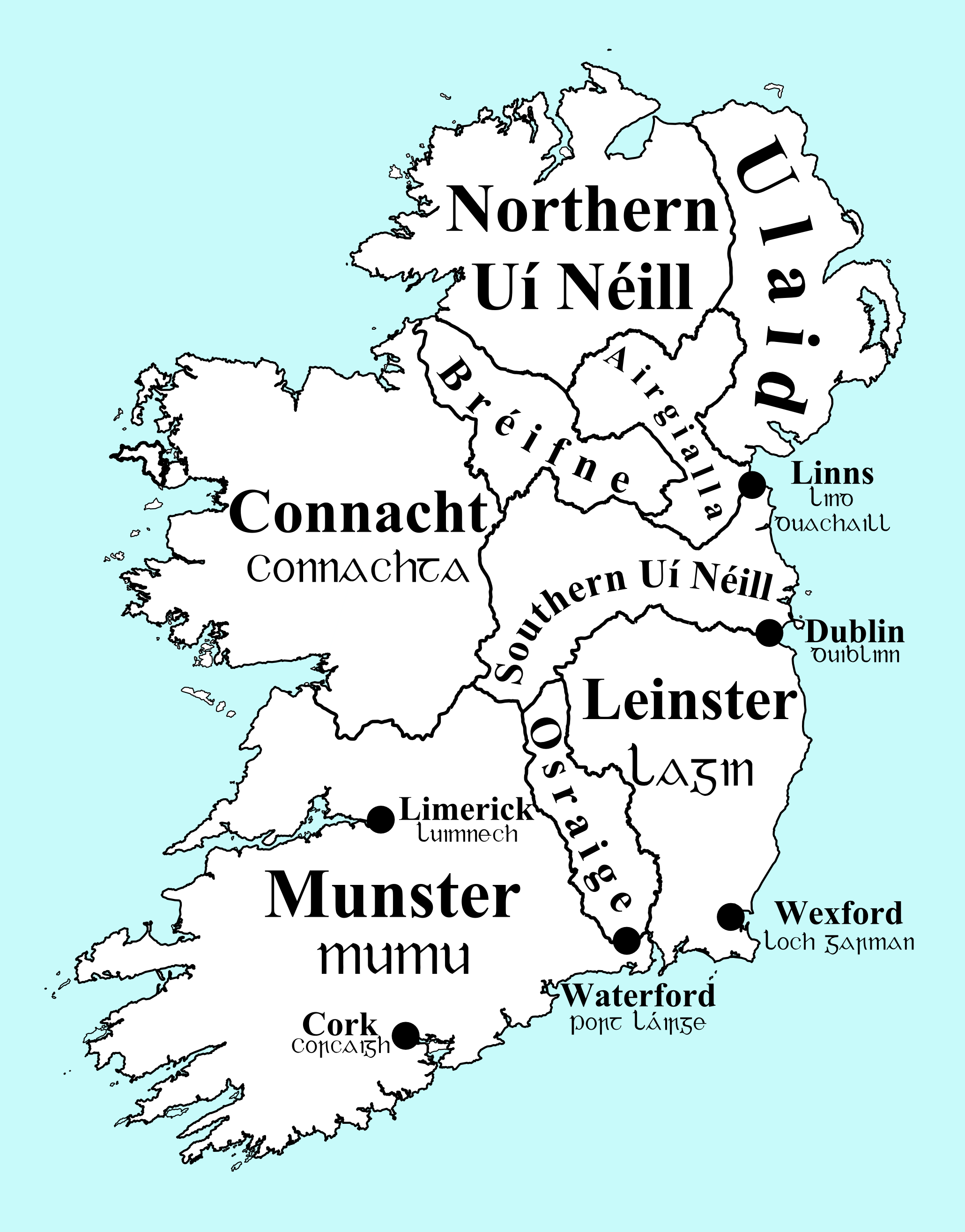
Карта Ірландії в давні часи після падіння і розпаду королівства Улад. Показані регіональні королівства.

Про появу на острові перших індоєвропейських племен — кельтів погляди істориків суперечливі. Називають час 1700—1650 роки до нової ери, 1200—1100 роки до нової ери чи 800—700 роки до нової ери чи навіть IV столітті до н. е. Найімовірніше, це сталось у другій половині першого тисячоліття до нової ери. Але всі погоджуються з тим, що заселення острова кельтами — носіями більш високорозвиненої культури залізної доби відбувалося кількома хвилями, можливо, трьома, що лишило свій слід в мові, культурі й навіть антропологічному фенотипі ірландців. Давньоірландські історичні перекази та легенди, в історичності яких історики довгий час сумнівалися, аж доки археологи не підтвердили історичність міста Тари й багатьох інших подій описаних в легендах та міфах, розповідають про кілька хвиль завоювань Ірландії різними племенами — парталонами, немедійцями, фірболгами, фоморами, племенами богині Дану, гойделами або «синами Міля» (мілезійцями). Останню хвилю переселення — гойделів, які безперечно були кельтами, археологи датують 1700 роком до н. е. Так чи інакше, але в І тисячолітті до нової ери Ірландія вже була заселена кельтами, які перебували на стадії залізної доби, ділилися на різні, розсварені між собою, племена та клани, які очолювалися вождями племен («рі»), яких об'єднував «верховний король Ірландії» — «Ард Рі». Офіційно вважається, що перші держави ранньофеодального типу виникли на території Ірландії в І столітті нової ери, хоча ірландські хроніки описують детально — по роках правління «королів» і «верховних королів» Ірландії приблизно з 1700 року до н. е.

### Ірландія і Рим

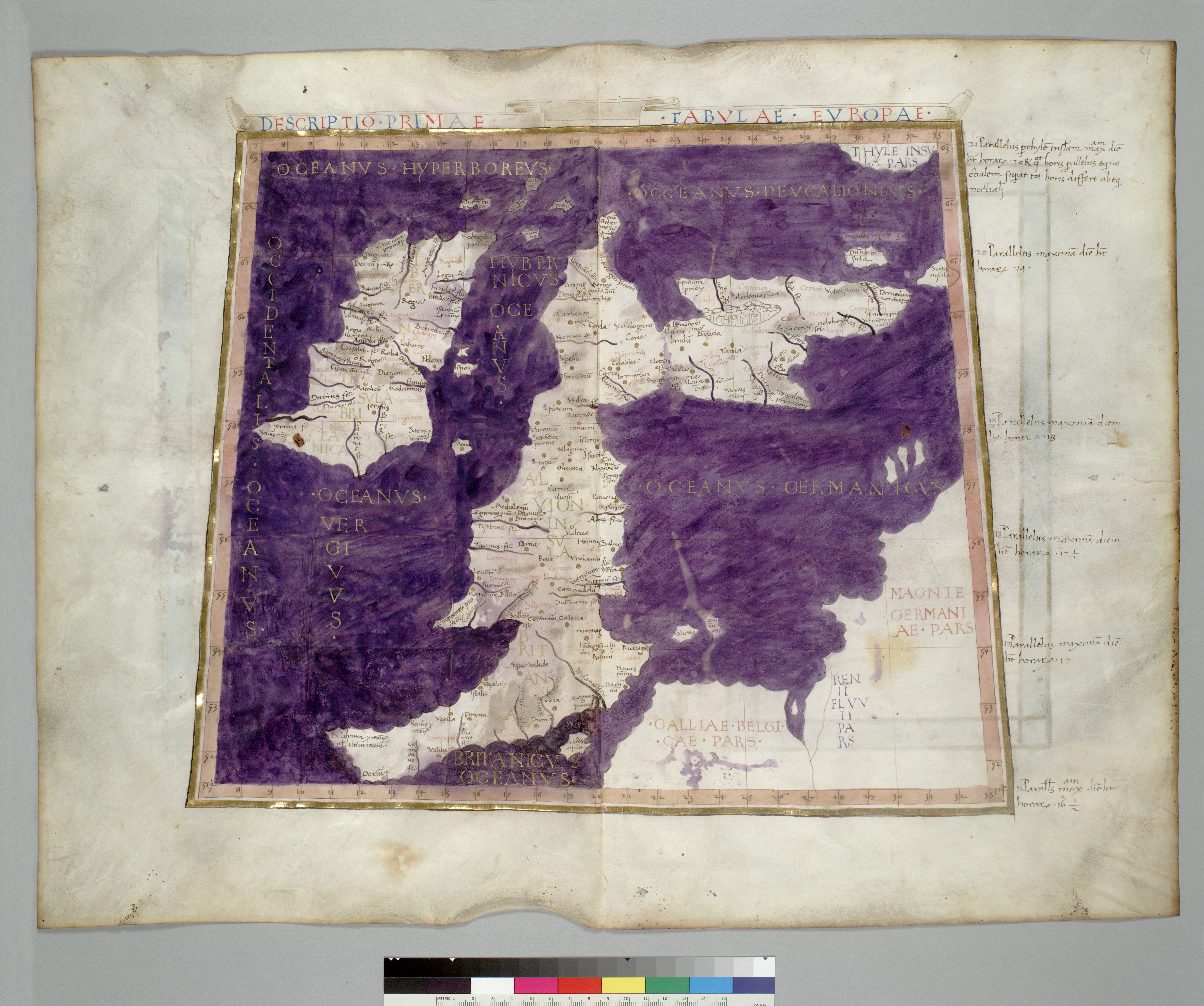
Ірландія на карті Британських островів Птолемея із Александрії

Характерна риса ірландської історії — відсутність римського правління. Воно, правда, мало не сталось: в 81 році н. е. римський полководець Агрікола серйозно подумував вторгнутися до Ірландії, проте його плани були порушені імператором Доміціаном, що відмовився надати необхідні підкріплення. Жоден римський префект не ступав на землю Ірландії, хоча є численні свідоцтва про торгові зв'язки з Римом. Наприклад, на східному узбережжі Ірландії знайдено монети часів Траяна (98-117) і Адріана (117—138). Виявлення їх в Ольстері показує, що потрапили вони туди швидше з Британії, ніж з Галлії.

## Середньовіччя

### Раннє Середньовіччя

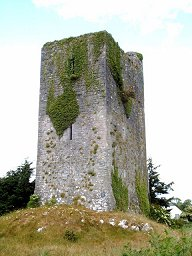
Старовинна вежа

Докладніше: Список верховних королів Ірландії
У першій половині І тисячоліття нової ери Ірландія ділилась на п'ять королівств — Манстер (Муму), Ленстер, Коннахт, Улад (Ульстер, Ольстер) та Міде (особисті володіння верховного короля). Кожне з королівств ділилося на менші королівства, а ті в свою чергу на землі окремих кланів. Кожен клан очолювали окремі вожді. Влада «верховного короля» була номінальною — регіональні королі постійно воювали між собою і верховним королем. Лише королю на ймення Конн Сто Битв (116—136 роки правління) вдалося на деякий час об'єднати Ірландію під своєю владою шляхом нескінченних війн. Практикувався обмін заручниками між королівствами та кланами — у випадку якщо хтось починав війну, його заручників страчували. Першим верховним королем Ірландії який відмовився від практики заручників був Ніл Дев'яти Заручників (368—395 роки правління), за що і отримав своє ім'я.
Суспільство Ірландії І — V ст. н. е. ділилося на стани — вождів кланів та королів (рі), жреців (друїдів), воїнів (феніїв), поетів і музикантів (філідів), простоюдинів та рабів (що були нечисельними, рабство мало патріархальний характер). Ірландські королі та вожді здійснювали набіги на Британію та материк захоплюючи здобич та рабів, іноді засновуючи на території Британії та материкової Європи укріплені володіння. У суспільстві панували закони звичаїв та кровної помсти, земля належала клану — громаді, вождь клану тільки розподіляв користування землею та худобою та розподіляв урожай. Вождів і королів або обирали або вони доводили своє право на трон перемогами у війні. Король, який отримав каліцтво не мав права лишатися на троні і мусив лишати владу. Податки королі переважно не отримували, а здобували в результаті чергового походу. Так за традиційний податок худобою — «борома» верховні королі щоразу мусили вести війну.

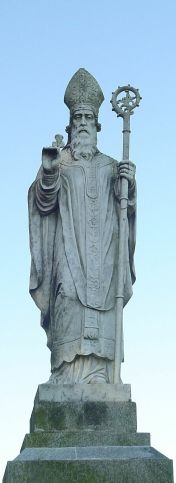
Пам'ятник Св. Патрику на пагорбі Тара

У 5-му столітті в Ірландії стало розповсюджуватися християнство, засновувалися монастирі, що пов'язано з місіонерською діяльністю святого Патрика, а потім і святого Колумбана і святого Адомнана. Ірландія була одним з головних центрів поширення християнства і церковної освіти в Європі. Ірландія цього періоду славилася своїм мистецтвом — ілюстраціями до рукописних книг (Келлська книга), роботою по металу та скульптурою (Кельтський хрест).
796 р. — початок постійних набігів і вторгнень норманнів (вікінгів), що осіли в прибережних поселеннях країни (Дублін, Лімерик).
1014 р. — битва з норманнами (вікінгами) під Клонтарфом (поблизу Дубліна) й остаточне вигнання їх із країни ірландськими дружинами на чолі з верховним королем Ірландії Бріаном Бору. Поступово залишки вікінгів були асимільовані ірландцями.

### Англійське панування
У 1169 — 1171 р.  за участі норманських найманців відбулось англо-норманське завоювання частини Ірландії, утворення на південному сході країни англійської колонії Пейл. Ірландці чинили запеклий опір завойовникам, вся подальша історія Ірландії — це історія нескінченних повстань проти англійського панування. Довгий час незалежність зберігало західноірландське королівство Коннахт, північноірландські королівства — Тір Еогайн, Тір Конайлл, Західне Брейфне, Східне Брейфне, південно-західні Ірландські королівства — Томонд та Десмонд. Сучасники характеризували загарбників як англосаксів; фактично це були етнічні нормани що були васалами англійської корони та діяли за підтримки Генріха ІІ. У XVIII ст. з'являється термін «англо-норман»; в результаті запеклих політичних дебатів у XIX ст. англійські історики почали характеризувати англійське завоювання Ірландії терміном «норманське вторгнення».
У ХІІІ ст. Ірландію практично повністю підкорили англійці і приєднали до англійської корони. Ірландія стала першою англійською колонією, і була нею протягом більш як 800 років. Встановлений режим був суворим і супроводжувався забороною ірландської мови, ірландських прізвищ, традиційних ірландських законів. 1250 англійські колоністи утворили в Ірландії місцевий парламент і утворили маріонеткове Ірландське королівство, королем якого був король Англії. Коли Англія прийняла реформацію, Ірландія залишилася суворо католицькою, що посилило племінну ненависть між англійцями й ірландцями.
У 1315—1318 роках спробу відновити незалежність Ірландії здійснив брат шотландського короля Роберта Брюса — Едуард Брюс, який себе проголосив верховним королем Ірландії. Але визвольна війна, яку він очолив, закінчилась поразкою і жахливим винищенням ірландців військами англійського короля.
У 1348 році в Ірландію прийшла жахлива пандемія чуми — «Чорна смерть». Майже все англійське населення Ірландії (яке було зосереджене в містах) вимерло. Влада англійського короля похитнулася — Англія утримувала під владою тільки землі в районі Дубліна. Нащадки англо-норманських завойовників Ірландії — барони та графи, такі як Фіцджеральди, Батлери, Берки породичалися з Ірландцями, перейняли ірландські звичаї та мову і стали незалежними від короля Англії. Але ірландці не зуміли об'єднатися і відновити державу — тривала ворожнеча і війна між різними кланами і туатами (племенами), між різними баронами та графами, між вождями кланів та королями крихітних ірландських королівств.

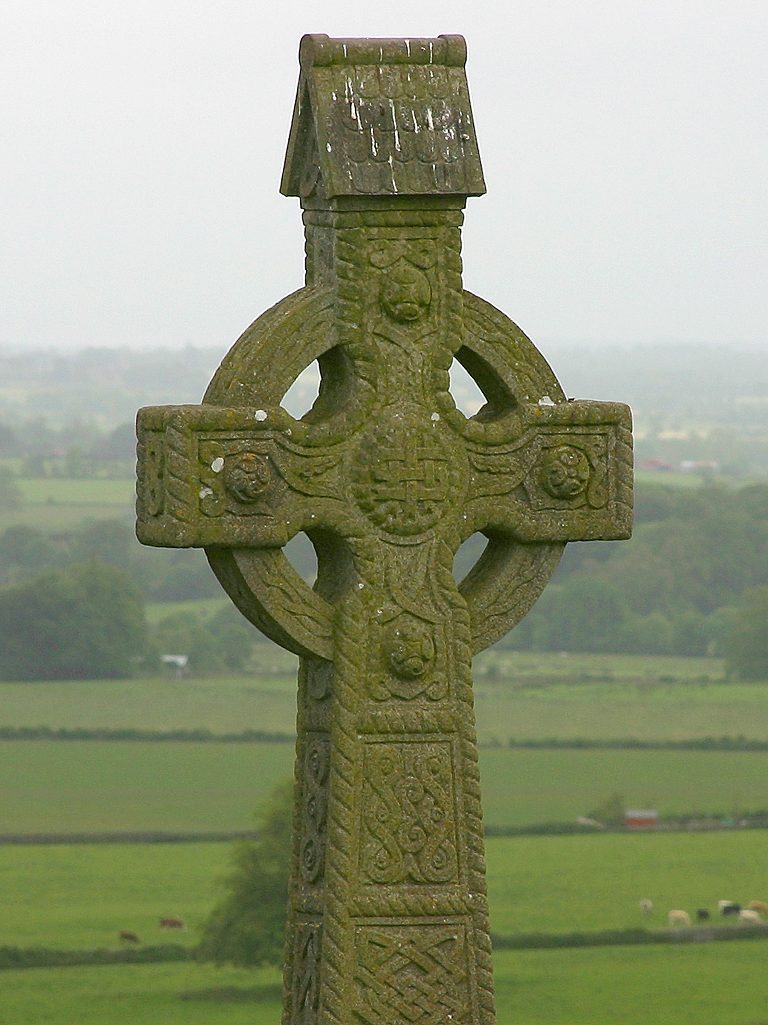
Кельтський хрест — символ ірландської культури

У 1367 році парламент королівства Ірландія прийняв дискримінаційний закон — «Статут Кілкенні». Згідно з цим законом ірландці ставали в Ірландії людьми другого сорту, ірландська мова і культура заборонялися. Але Англія не змогла забезпечити виконання цього закону — сили Англійської колонії Пейл танули.
У 1534 році спалахнуло повстання, яке очолив «Шовковий Томас» — Томас Фіцджеральд — колишній англійський ставленик, який обурився свавіллям і жорстокістю англійського короля і повстав. Повстання було жорстоко придушене, але англійському королю Генріху VIII довелось заново завойовувати Ірландію.
У 1541 році британський король Генріх VIII прийняв титул короля Ірландії. Відбулось посилення англійської колонізації острова. Посилилось пригнічення ірландців з боку англійців, особливо релігійне переслідування. У 1598 році спалахнуло повстання ірландців, яке було жорстоко придушене через 4 роки; за ним пішла конфіскація земельного майна в Ірландії, вигнання ірланців з їхніх земель, вигнання з Ірландії ірландської аристократії — ватажків кланів, які змушені були емігрувати. Англіканська церква в Ірландії була обдарована значними маєтками.
У 1551—1562 роках повстання проти англійців очолив Шейн Гордий — Шейн О'Ніл — нащадок ірландських королів. Але потім він помирився з англійською королевою і йому було подароване прощення. Поразки ірландських повстань пояснювались передусім ворожнечею кланів, які не могли дійти згоди про спільні дії проти англійської влади.
У 1595 році спалахнуло повстання, яке ввійшло в історію як «дев'ятилітня війна». Повстання очолив ірландський ватажок Х'ю О'Ніл. Англійці отримали страшну поразку в Єлоу-Форді. Тільки ціною важких втрат Англії вдалось придушити повстання.
На початку XVII ст. — відбулася низка кровопролитних війн з англійцями. Війни мали релігійний характер і тривали практично протягом всього XVII століття, англійці захопили значні території і впровадили протестантизм в північно-східній Ірландії (Ольстері).
У 1641 — 1652 р. — народне ірландське повстання проти англійців було придушене Кромвелем з надзвичайною жорстокістю і закінчилося поразкою повсталих ірландців. Ця війна ввійшла в історію як «прокляття Кромвеля». Десятки тисяч ірландців заслані в Америку як раби, сотні тисяч змушені були залишити свою Батьківщину.
У 1689—1690 рр. — ірландці знову повстали під прапором скинутого англійського короля Якова II, але були розбиті Вільгельмом III. Нові конфіскації майна призвели до того, що майже вся земельна власність в Ірландії перейшла в руки англійців, ірландці ж зробилися майже виключно орендарями і робітниками, позбавленими будь-яких прав. Тисячі з них відбули до континентальної Європи у якості найманців.
Ірландці повставали також в 1798 році (повстання було організоване спілкою «Об'єднані ірландці»). Повстанці отримали кілька перемог, проголосили республіку, але повстання з крайньою жорстокістю було придушене англійцями. Після цього англійський уряд розігнав ірландський парламент (до якого і так могли входити тільки англійські колоністи або протестанти) і утворив Сполучене Королівство Великої Британії та Ірландії.

## 19 сторіччя
З уведенням англо-ірландської унії (1801 рік) були ліквідовані залишки автономії Ірландії. Її представники отримали місця в англійській палаті лордів і палаті громад. Але тільки емансипація католиків у 1829 році надала ірландцям дійсний доступ в палату громад. Відтоді почалася боротьба ірландців за скасування акту про унію з Англією.

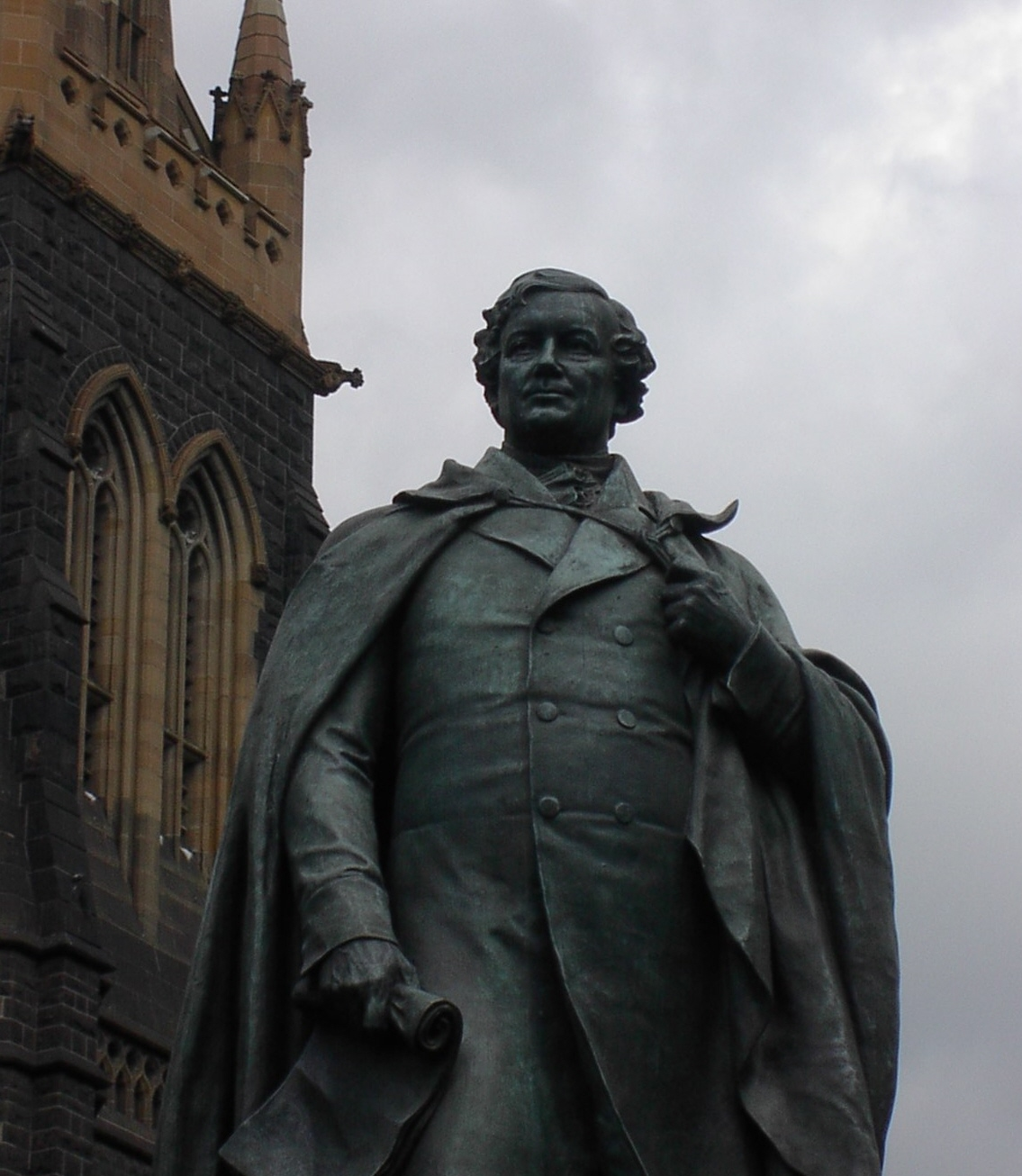
Памятник Денієлу О'Коннеллу перед Собором Св. Патрика в Мельбурні

Провідником руху 1829—1843 рр. за права ірландців і незалежність країни був Денієл О'Коннелл.
Неврожай картоплі 1845—1847 рр., головного харчового продукту населення, спричинив голод, поширення тифів, високу смертність і надзвичайну еміграцію, що триває понині. Уряд Англії посилював голод в Ірландії забороняючи кораблям з Америки із зерном приставати до берегів Ірландії. Населення Ірландії в роки голоду зменшилось з 8 млн до 3 млн.
У 1861 році в Ірландії виникла підпільна організація феніїв — за назвою стану воїнів у давній Ірландії, які прагнули домогтися політичних і соціальних реформ і вели боротьбу за незалежність. Фенії готували збройне повстання за незалежність Ірландії.
У 1870—1890 роках рух за автономію Ірландії очолював Чарльз Стюарт Парнелл — «Аводейльський дрізд».
Земельний закон 1881 року повинен був поліпшити стан ірландських фермерів, але майже нічого не змінив.
У 1877—1890 рр. на чолі ірландської національної партії стояв Ч. С. Парнелл, за якого партія добилася серйозного впливу на хід державних справ Англії. Одночасно за аграрну реформу боролася Земельна ліга.
У 1882 рік — відбулись політичні вбивства (міністрів Кавендіша і Борка), що викликали видання репресивного закону щодо Ірландії.
У 1886 році законопроєкт Ґладстона про гомрул (самоуправління) для Ірландії був відкинутий палатою громад Великої Британії.
1892 рік — інший білль щодо автономії Ірландії пройшов в нижній палаті, але відхилений палатою лордів.
У 1898 році на Ірландію було поширено дію закону про місцеве самоврядування графств. У 1898-му О'Брайеном засновано Об'єднану ірландську лігу (United Irish league) яка опікувалася аграрною реформою.

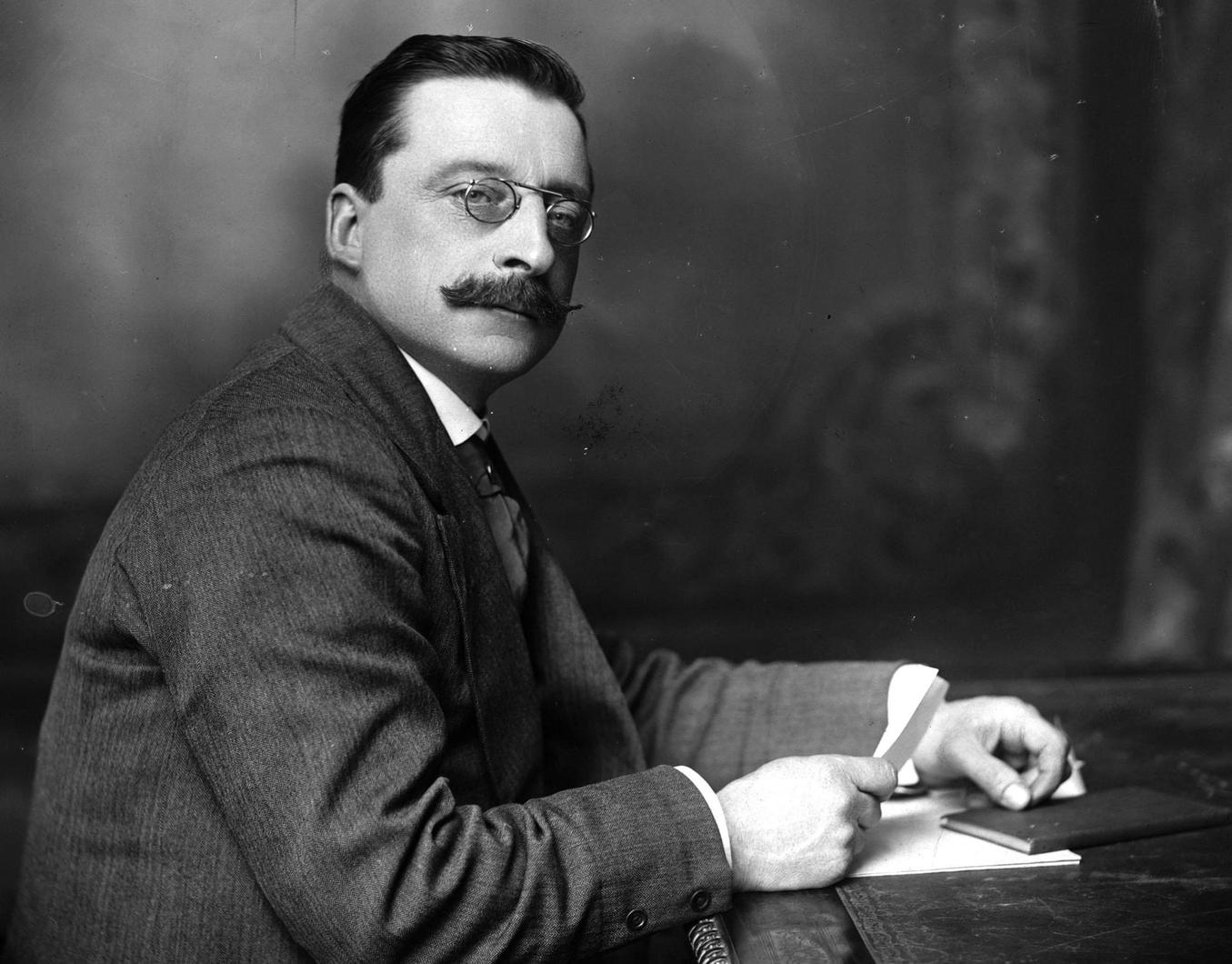
Засновник Шин Фейн — Артур Ґріффіт

## 20 сторіччя
У 1905 році була створена партія Шин Фейн, що виступала за політичну самостійність Ірландії.
У 1914 році парламент Великої Британії під тиском ірландського народу змушений був прийняти закон про гомрул (самоуправління) для Ірландії, однак його реалізація відклалася до закінчення 1-ї світової війни.
У квітні 1916 року в країні спалахнуло так зване Великоднє повстання (Easter Rising), під час якого було проголошено Ірландську Республіку. Повстання було жорстоко придушене. Чимало республіканців були вбиті під час вуличних боїв в Дубліні, або страчені після придушення повстання.
У 1919 році в результаті виборів в парламент Об'єднаного королівства Великої Британії та Ірландії від Ірландії були обрані прихильники незалежності Ірландії. Вони зібралися легально і у Дубліні знов проголошена незалежність Ірландії. Ірландську Республіка, проголошена у 1919, була фактично утворена, хоч і не визнана іншими державами, в тому числі й урядом Великої Британії. Почалася важка і кровопролитна війна за незалежність Ірландії.

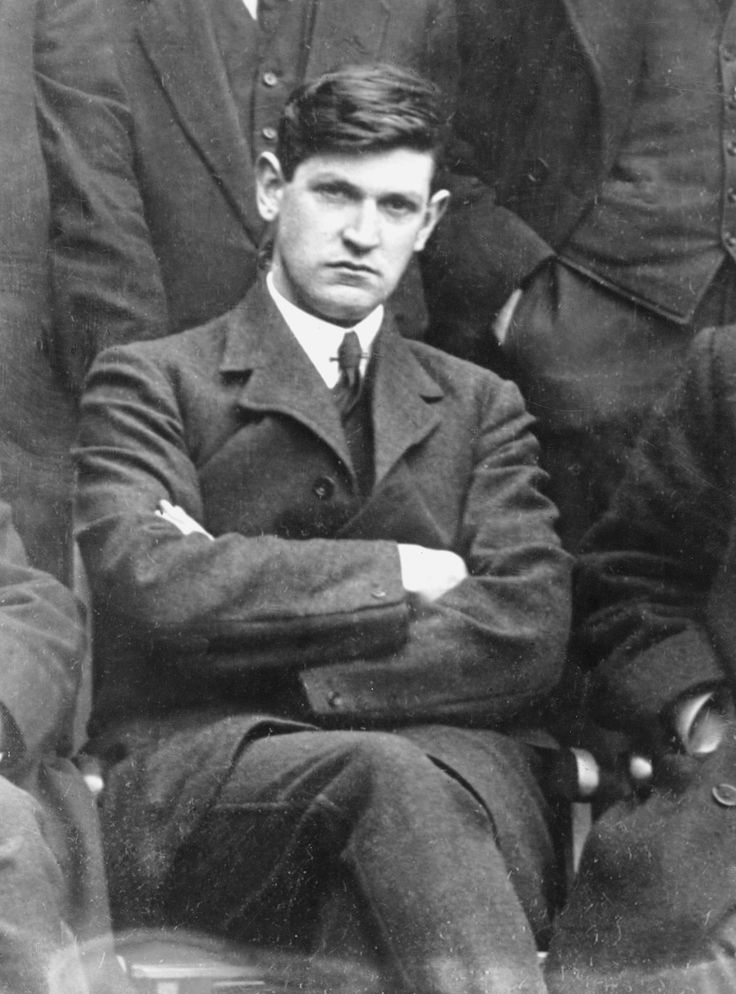
Майкл Коллінз (1919) — один із лідерів борців за свободу Ірландії. Загинув під час громадянської війни в Ірландії.

1921 — договір між Англією й Ірландією визначив статус останньої як британського домініону. Шість північних графств із протестантським населенням (Ольстер) увійшли безпосередньо до складу Великої Британії. «Шинн Фейн» розкололася на «Фіне Гел» (ті, що визнали англо-ірландський договір) і «Фіанна Файл» («Солдати Долі» — ті, що вирішили продовжити збройну боротьбу за повну незалежність Ірландії). В Ірландії почалась громадянська війна, яка принесла багато шкоди країні та народу. Перемогу у громадянській війні отримали прихильники договору з Великою Британією. Лідери «Фіанна Файл» змушені були піти у вигнання або йти у підпілля. Але у 1932 році «Фіанна Файл» перемогла на виборах у парламент Ірландії, що стало фундаментом для пізнішого проголошення незалежної ірландської республіки і виходу Ірландії з Британської співдружності.
У 1939—1945 — у роки ІІ-ї світової війни Ірландія зберігала нейтралітет.
18 квітня 1949 — країна стала незалежною республікою.
У 1960-ті роки набула нового розмаху ситуація в Ольстері (Північна Ірландія), яка була у складі Британської корони. За попереднє десятиліття ІРА активізувала свою діяльність, нападаючи на прикордонні пости і вбиваючи поліцейських. Влада Північної Ірландії почала боротьбу з ними, 100 членів та прибічників було ув'язнено без слідства. Апогеєм протистояння став розстріл демонстрації британськими військами 22 січня 1972 року, у якому загинуло тринадцять чоловіків.
У 1981 році в'язні-республіканці в Ольстері оголосили голодування з вимогою надати їм статус політичних в'язнів. Англійський уряд відмовив і 9 з них загинули після тривалого голодування. Після цього англійський уряд змушений був задовольнити їх вимоги.
У 1994 році ІРА оголосила про припинення вогню.
«Договір Скорботної П'ятниці» підписаний 1998 року між представниками ІРА та «юніоністами», що відкрило перспективу примирення в Північній Ірландії.